# Івон Дуї
Івон Дуї (фр. Yvon Douis, нар. 16 травня 1935, Лез-Анделі — 28 січня 2021, Ніцца) — французький футболіст, що грав на позиції нападника.
Виступав, зокрема, за клуби «Лілль» та «Монако», а також національну збірну Франції.
Дворазовий чемпіон Франції. Дворазовий володар Кубка Франції. Володар Суперкубка Франції.

## Клубна кар'єра
У дорослому футболі дебютував 1953 року виступами за команду клубу «Лілль», в якій провів шість сезонів, взявши участь у 172 матчах чемпіонату. Більшість часу, проведеного у складі «Лілля», був основним гравцем атакувальної ланки команди. У складі «Лілля» був одним з головних бомбардирів команди, маючи середню результативність на рівні 0,36 голу за гру першості.
Протягом 1959—1961 років захищав кольори команди клубу «Гавр».
Своєю грою за останню команду привернув увагу представників тренерського штабу клубу «Монако», до складу якого приєднався 1961 року. Відіграв за команду з Монако наступні шість сезонів своєї ігрової кар'єри. Граючи у складі «Монако» також здебільшого виходив на поле в основному складі команди. В новому клубі був серед найкращих голеодорів, відзначаючись забитим голом в середньому щонайменше у кожній третій грі чемпіонату.
Завершив професійну ігрову кар'єру у клубі «Канн», за команду якого виступав протягом 1967—1970 років.

## Виступи за збірну
1957 року дебютував в офіційних матчах у складі національної збірної Франції. Протягом кар'єри у національній команді, яка тривала 9 років, провів у формі головної команди країни лише 20 матчів, забивши 4 голи.
У складі збірної був учасником чемпіонату світу 1958 року у Швеції, на якому команда здобула бронзові нагороди, а також домашнього для французів чемпіонату Європи 1960 року.

## Титули і досягнення

### Командні
- Чемпіон Франції (2):

«Лілль»: 1953–54
«Монако»: 1962–63
- Володар Кубка Франції (2):

«Лілль»: 1954–55
«Монако»: 1962–63
- Володар Суперкубка Франції (1):

«Монако»: 1961
- Бронзовий призер чемпіонату світу: 1958

### Особисті
- Французький футболіст року (1):

1963